# Blemish
Albums de David Sylvian
Dead Bees on a Cake
(1999) When Loud Weather Buffeted Naoshima
(2007)
Blemish est un album de David Sylvian sorti en 2003. C'est le premier paru sur son propre label, Samadhi Sound Records, après son départ de Virgin Records. Il a été enregistré en grande partie par Sylvian seul, avec le guitariste Derek Bailey sur trois titres et Fennesz sur un quatrième.

## Titres
Toutes les chansons sont de David Sylvian, sauf mention contraire.
1. Blemish – 13:42
2. The Good Son (Derek Bailey, Sylvian) – 5:25
3. The Only Daughter – 5:28
4. The Heart Knows Better – 7:51
5. She Is Not (Bailey, Sylvian) – 0:45
6. Late Night Shopping – 2:54
7. How Little We Need to Be Happy (Bailey, Sylvian) – 3:22
8. A Fire in the Forest (Sylvian, Christian Fennesz) – 4:14

## Musiciens
- David Sylvian : chant, guitare acoustique, claviers
- Derek Bailey : guitare (2, 5, 7)
- Christian Fennesz : arrangements et électronique (8)

## The Good Son vs. The Only Daughter
En 2005 paraît The Good Son vs. The Only Daughter, un album de remixes des chansons de Blemish  réalisés par divers musiciens.
1. The Only Daughter (remixé par Ryoji Ikeda) – 5:49
2. Blemish (remixé par Burnt Friedman) – 4:50
3. The Heart Knows Better (remixé par Sweet Billy Pilgrim (en)) – 5:29
4. A Fire in the Forest (remixé par Readymade FC) – 5:05
5. The Good Son (remixé par Yoshihiro Hanno) – 4:33
6. Late Night Shopping (remixé par Burnt Friedman) – 2:51
7. How Little We Need to Be Happy (remixé par Tatsuhiko Asano) – 4:35
8. The Only Daughter (remixé par Jan Bang (en) et Erik Honoré (en)) – 5:28
9. Blemish (remixé par Akira Rabelais) – 10:10